# Переваллаг
Перевалла́г (Перева́льный исправи́тельно-трудово́й ла́герь) — подразделение, действовавшее в системе исправительно-трудовых учреждений СССР.

## История
Переваллаг был создан в 1944 году. Управление Переваллага располагалось в посёлке Мули (ныне посёлок Высокогорный), Хабаровский край. В оперативном командовании он подчинялся Управлению строительства № 500.
Максимальное единовременное количество заключённых могло составлять более 18 000 человек.
Переваллаг был закрыт в 1945 году, а его подразделения вошли в состав Нижне-амурского исправительно-трудового лагеря.

## Производство
Основным видом производственной деятельности заключённых было строительство железнодорожной линии Комсомольск — Советская Гавань на участке, проходящем через горы Сихотэ-Алинь.